# Goedendag

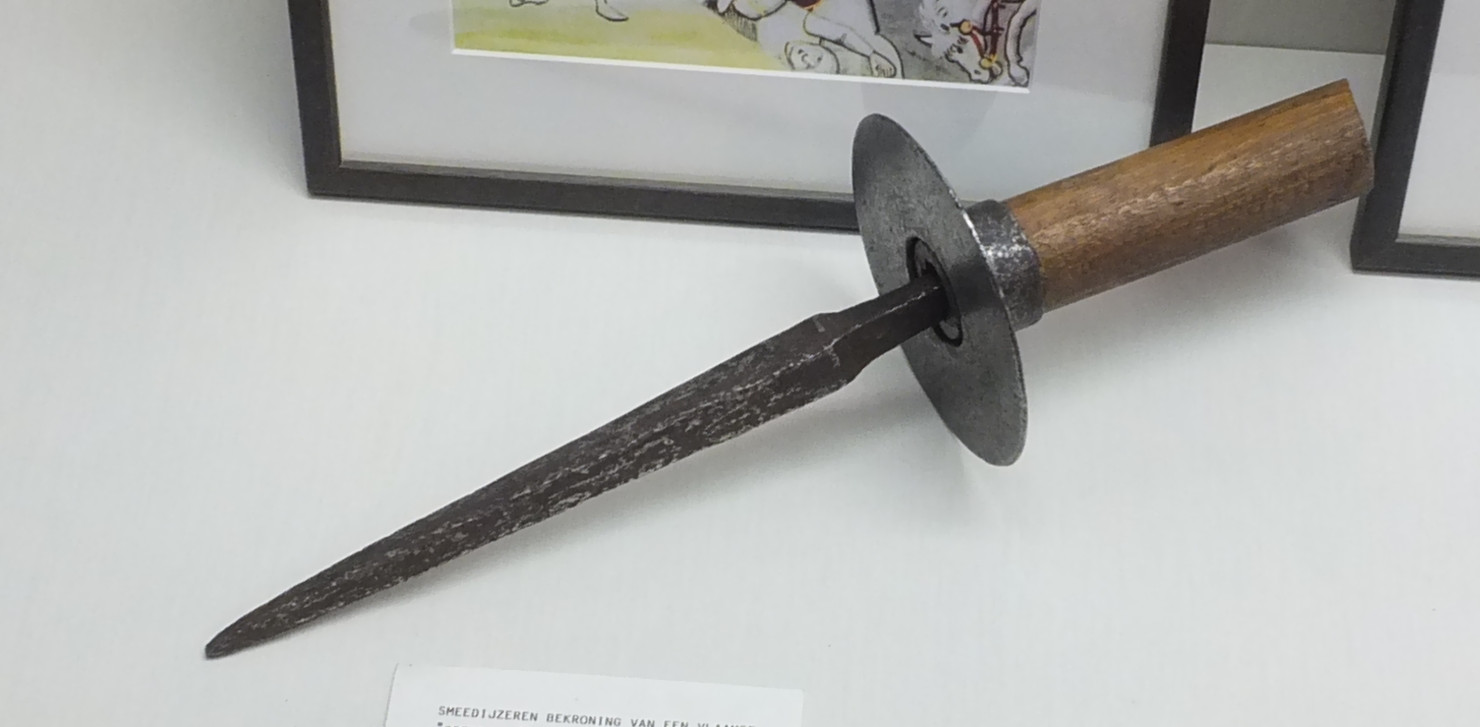
Głowica goedendagu, (XIV w.)

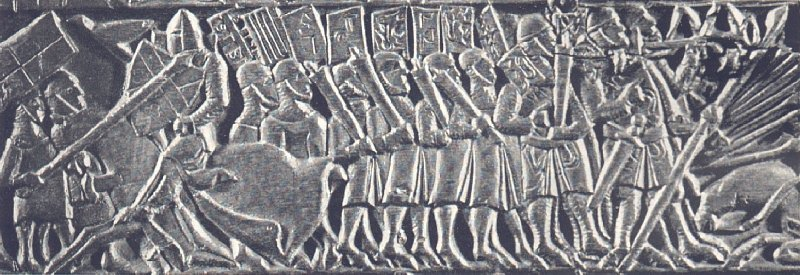
Goedendagi na płaskorzeźbie przedstawiającej bitwę pod Courtrai (1302)

Goedendag (flam. „dzień dobry”) – średniowieczna broń biała piechoty służąca do walki wręcz.
Była rodzajem maczugi w kształcie drewnianego trzonu o długości do 150 centymetrów, rozszerzającego się ku górze, z okutą głowicą, zakończoną spiczastym ostrzem głęboko w niej osadzonym na trzpieniu. Jako tania i prosta broń łącząca cechy maczugi i piki, używana była w zachodniej Europie przez oddziały mieszczan i formacje plebejskie w XIV-XV wieku. Wiadomo, że skutecznie zastosowano ją np. w bitwie pod Courtrai, gdzie złożone z doborowego rycerstwa wojska francuskie zostały rozgromione przez wyposażone w prostą broń (maczugi, topory, włócznie, piki) piesze oddziały flamandzkich powstańców. 